# 蟾蜍菱腹蛛
蟾蜍菱腹蛛（学名：Pasilobus bufoninus），又名菱角蛛，为园蛛科菱腹蛛属的动物。分布于台湾岛等地，一般生活于在树间布网。